# Lajos Czeizler
Lajos Czeizler est un entraîneur hongrois de football né le 5 octobre 1893 à Heves et mort le 6 mai 1969 à Budapest.

## Biographie
Sa carrière d'entraîneur a lieu  principalement en Italie, dirigeant des clubs comme l'Udinese Calcio, l'AC Milan, la Sampdoria ou la Fiorentina. Il finit sa carrière à Benfica.
Il est le sélectionneur de l'équipe d'Italie lors de la coupe du monde 1954.

## Carrière
- 1923-1926 :  ŁKS Łódź
- 1927-1928 :  Udinese Calcio
- 1928-1930 :  Faenza Calcio
- 1930-1931 :  SS Lazio (jeunes)
- 1935-1936 :  ŁKS Łódź
- 1940 :  Västerås SK
- 1942-1948 :  IFK Norrköping
- 1949-1952 :  Milan AC
- 1952-1953 :  Calcio Padoue
- 1954 :  Italie
- 1954-1957 :  UC Sampdoria
- 1957-1959 et 1960-1961 :  AC Fiorentina
- 1963-1964 :  Benfica Lisbonne

## Palmarès
Avec l'IFK Norrköping :
- Champion de Suède en 1943, 1945, 1946, 1947 et 1948
- Vainqueur de la Coupe de Suède en 1943 et 1945

Avec le Milan AC :
- Champion d'Italie en 1951
- Vainqueur de la Coupe Latine en 1951

Avec le Benfica Lisbonne :
- Champion du Portugal en 1964
- Vainqueur de la Coupe du Portugal en 1964